# Operación Uvdá
La operación Uvdá (en hebreo: מבצע עובדה‎, transliteración: Mivtzá Uvdá, lit. Operación Hecho) fue una operación llevada a cabo por las Fuerzas de Defensa de Israel durante la guerra árabe-israelí de 1948, entre el 5 y el 10 de marzo de 1949. Fue la última campaña llevada a cabo por el ejército israelí durante la guerra y su objetivo era capturar el sur del desierto del Néguev, reclamado por el reino de Transjordania por encontrarse bajo su control durante las conversaciones de armisticio de 1949, iniciadas en enero.
El Néguev fue designado para formar parte del Estado judío en el Plan de Partición de la ONU de 1947. El nombre Uvdá (עובדה) significa en hebreo hecho, en referencia a que el objetivo de la operación era establecer de facto la soberanía israelí sobre el territorio en cuestión, en lugar de realmente conquistarlo. Como tal, las fuerzas israelíes no enfrentaron una resistencia significativa en su camino. La región reivindicada durante estas operaciones se conocen actualmente como Uvdá.
Las brigadas Néguev, Golani y Alexandroni participaron en la operación, así como una serie de unidades más pequeñas.

## Contexto de la operación
Durante la operación Horeb, las fuerzas israelíes habían logrado despejar la carretera Beerseba-Asluj-Nitzana e incluso llegaron a penetrar en el Sinaí. Como resultado de esas victorias  israelíes en el frente sur, Egipto accedió a solicitar un alto el fuego, que comenzó el 7 de enero de 1949. El día 12 de enero comenzaron las negociaciones entre Israel y Egipto para un acuerdo de alto el fuego, que se firmó el día 24. Según dicho acuerdo, la línea divisoria entre los dos ejércitos se establecía sobre la línea de demarcación de lo que había sido el mandato británico, con la excepción de la franja de Gaza desde Rafah hasta Beit Hanoun.
Tras la firma del acuerdo, Transjordania se unió a las conversaciones para establecer las líneas de alto el fuego, reivindicando para sí la región del Néguev que según el plan de partición de la ONU, correspondía a Israel. Al parecer, detrás de esta reivindicación estaba Gran Bretaña, a quien interesaba una zona ininterrumpida desde el río Jordán hasta el Canal de Suez, bajo su control.
Por ello Israel se decidió a establecer un control de facto del territorio antes de que culminaran las negociaciones del alto el fuego.

## Reconocimientos previos
En enero de 1949, poco más de un mes antes de la operación, una pequeña unidad fue enviada a reconocer el sur del Néguev, con recursos limitados y sin posibilidad de recibir ayuda táctica. La misión de la unidad era trazar un mapa de la región, debido a que el mejor mapa disponible de la época era un mapa a escala 1:250.000 de la británica Sección Geográfica del Estado Mayor. La unidad fue reforzada por aviones de reconocimiento y se hizo gran uso de la fotografía aérea de imagen estereoscópica.
La unidad se dividió en dos secciones: una a través del centro del Néguev y otra a través del Aravá. Estaba estrictamente prohibido entablar combate con la jordana Legión Árabe o entrar en el Sinaí. La unidad se encontró con los beduinos en Ras al-Naqb (en el actual cruce fronterizo de Netafim) e inmediatamente se dispuso a regresar a Beerseba utilizando una ruta diferente. Como resultado, la Legión Árabe reabrió sus puestos en Ras al-Naqb, que previamente había sido abandonado.

## La operación

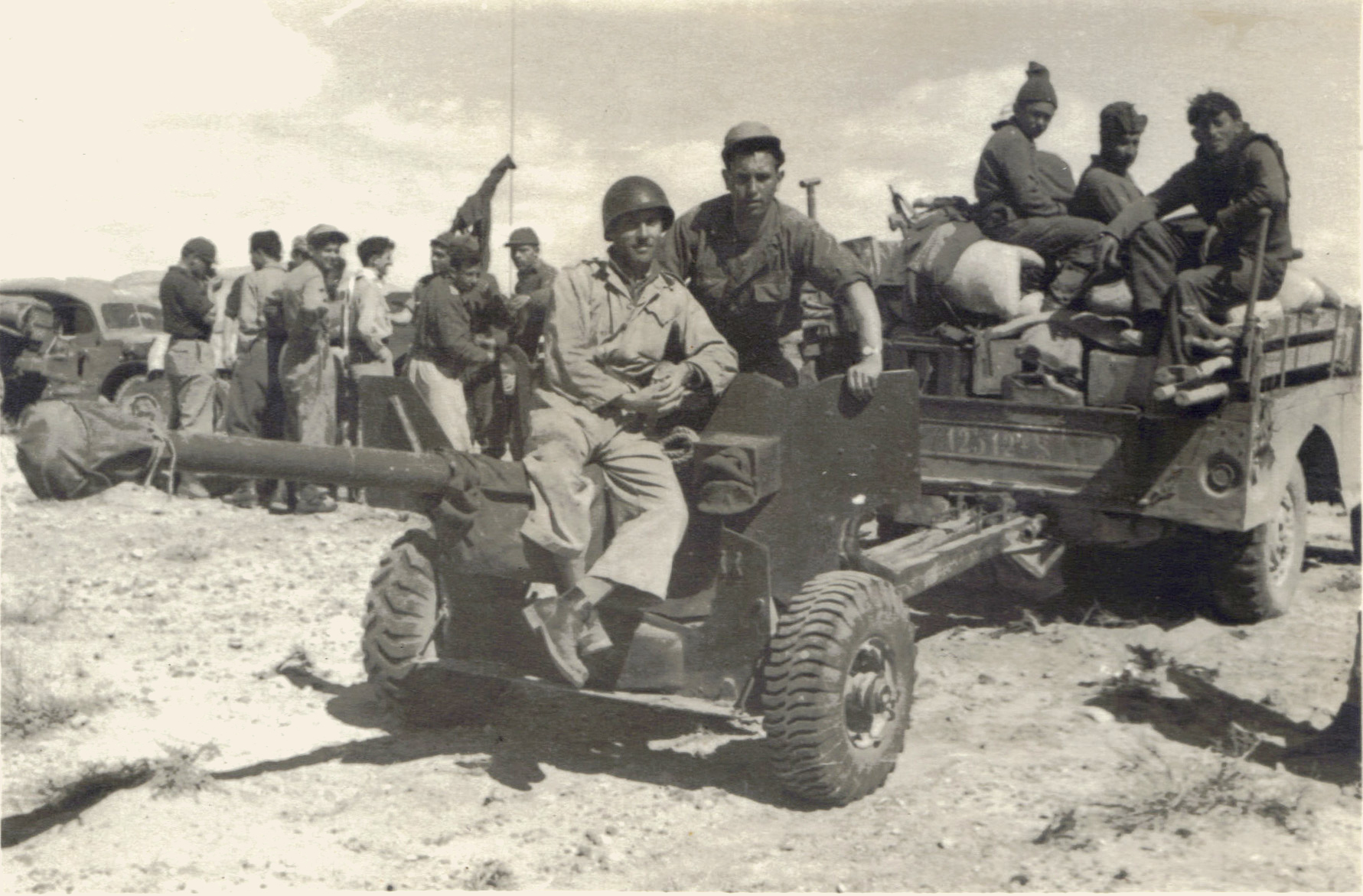
19.º Batallón Mecanizado de la brigada Golani durante la operación Uvdá (9 de marzo de 1949).

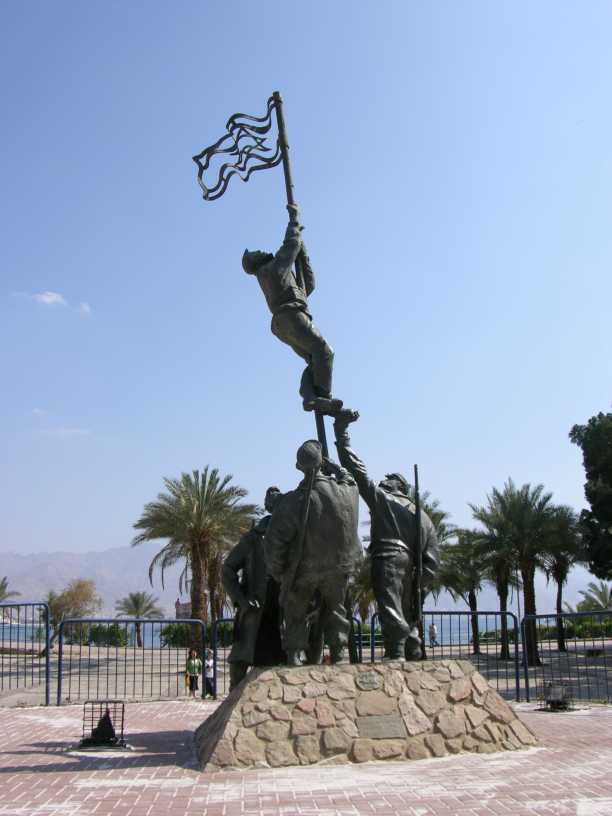
Sitio histórico de la bandera de tinta, justo detrás del centro comercial HaYam, Eilat

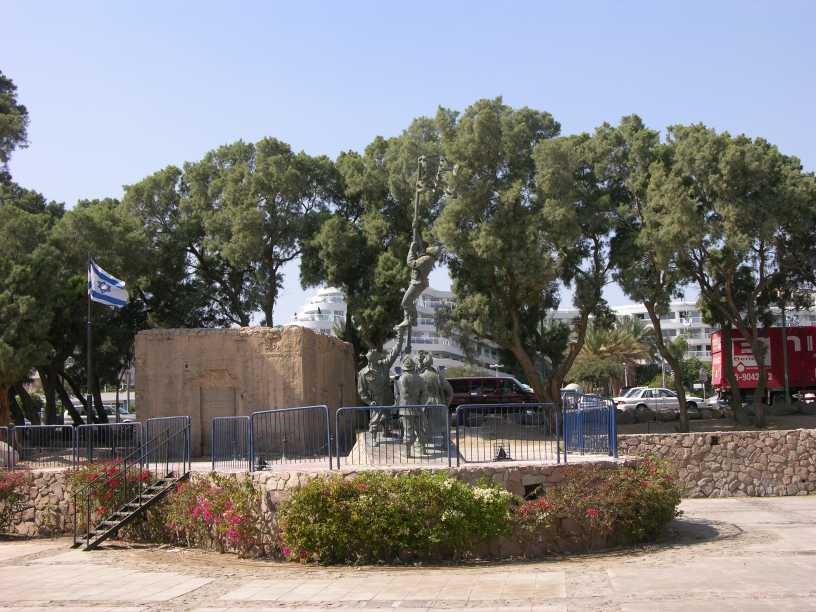
Modelo histórico de la estación de policía en Umm Rashrash.

El 5 de marzo de 1949 (4 de Adar de 5709) fuerzas de la brigada Néguev partieron de Beerseba al Cráter Ramón, a través de Bir 'Asluj. Fuerzas de la brigada Golani avanzan simultáneamente desde Mamshit a Ein Husub. El 6, la brigada Néguev viajó a Sde Avraham y comenzó a limpiar el campo de aterrizaje de un aeródromo.
En la noche del 6 de marzo, refuerzos de la 7.ª Brigada del pelotón Gahal llegaron por vía aérea al campo de aviación recién limpiado. Llevaban suministros y combustible, vitales para continuar la operación. El 7, las fuerzas del Golani conquistaron la aldea de Ein Haruf. El mismo día, la brigada Alexandroni se movió de Beerseba, a través de Mamshit, hacia Sodoma. A partir de allí se hizo un desembarco anfibio cerca de Ein Gedi, a través del Mar Muerto.
El 8 de marzo, las fuerzas del Golani conquistaron Ein Ghamr. Las tropas jordanas defensoras se retiraron. Al mismo tiempo, las fuerzas del Néguev se movieron hacia Umm Rashrash (hoy Eilat) por el Valle de los Dedos. Por la noche, la brigada Alexandroni salió de Sodoma en el Mar Muerto y llegó a Ein Gedi antes del amanecer. A este movimiento se le llamó operación Itzuv (en hebreo מבצע יצוב, "Estabilización").
El 8 y el 9 de marzo, la brigada Alexandroni se dividió en tres grupos, uno de los cuales capturó Ein Gedi y el grupo sur Masada. Durante ese tiempo la Brigada Néguev se detuvo en el Valle de los Dedos durante dos días, en busca de una manera indirecta para llegar a Ras al-Naqb.
El 9 de marzo, las fuerzas del Golani capturaron Gharandal y avanzaron a Ein Ghadyan (ahora Yotvata).
En la mañana del 10 de marzo, un fotógrafo aéreo descubrió que la estación de policía que custodiaba Ras al-Naqb había sido abandonada. La Brigada Néguev se dirigió hacia Umm Rashrash a través de Ras al-Naqb.
Las brigadas Néguev y Golani compitieron para ver quien alcanzaría el Mar Rojo primero, y el 10 de marzo a las 15:00 horas, la brigada Néguev logró la hazaña, llegando a la estación de policía abandonada en Umm Rashrash (donde la ciudad de Eilat se construyó más tarde). La Brigada Golani llegó dos horas después.
Debido a que la operación Uvdá fue la última operación militar durante la guerra, la elevación en la comisaría de la bandera israelí hecha a mano (popularmente conocida como la bandera de tinta, ya que se improvisó con una sábana pintada con tinta) el 10 de marzo a las 16:00 horas se considera el símbolo del fin de la guerra.
El comandante del frente envió este telegrama a la conclusión de la campaña: «El día de la Haganá, el 11 de Adar, la brigada Néguev del Palmaj y la brigada Golani presentaron el Golfo de Eilat al Estado de Israel».